# Girón (przedsiębiorstwo)
Girón – kubańskie przedsiębiorstwo specjalizujące się w produkcji autobusów z siedzibą w Hawanie.

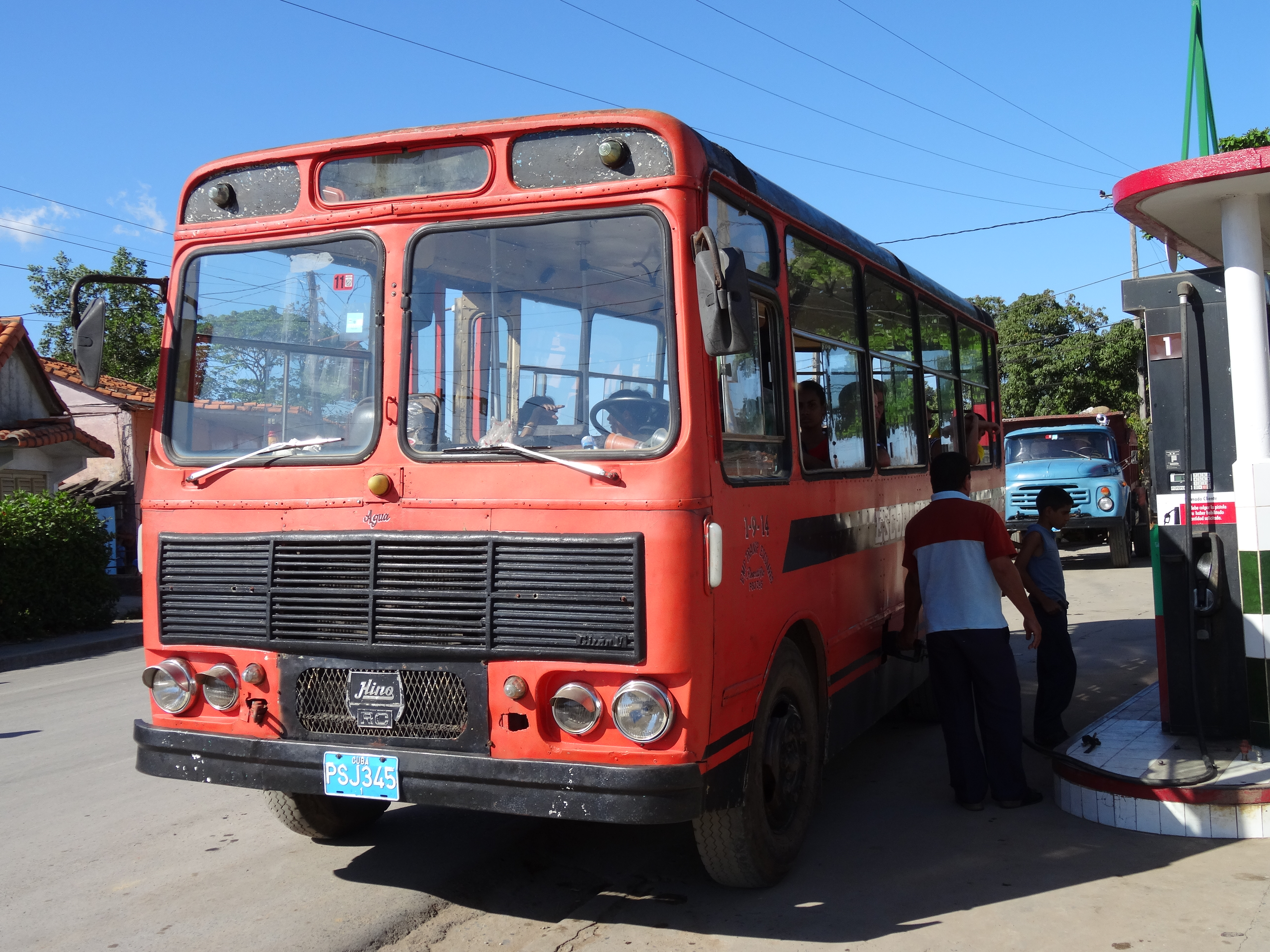
Girón V w Viñales, Kuba

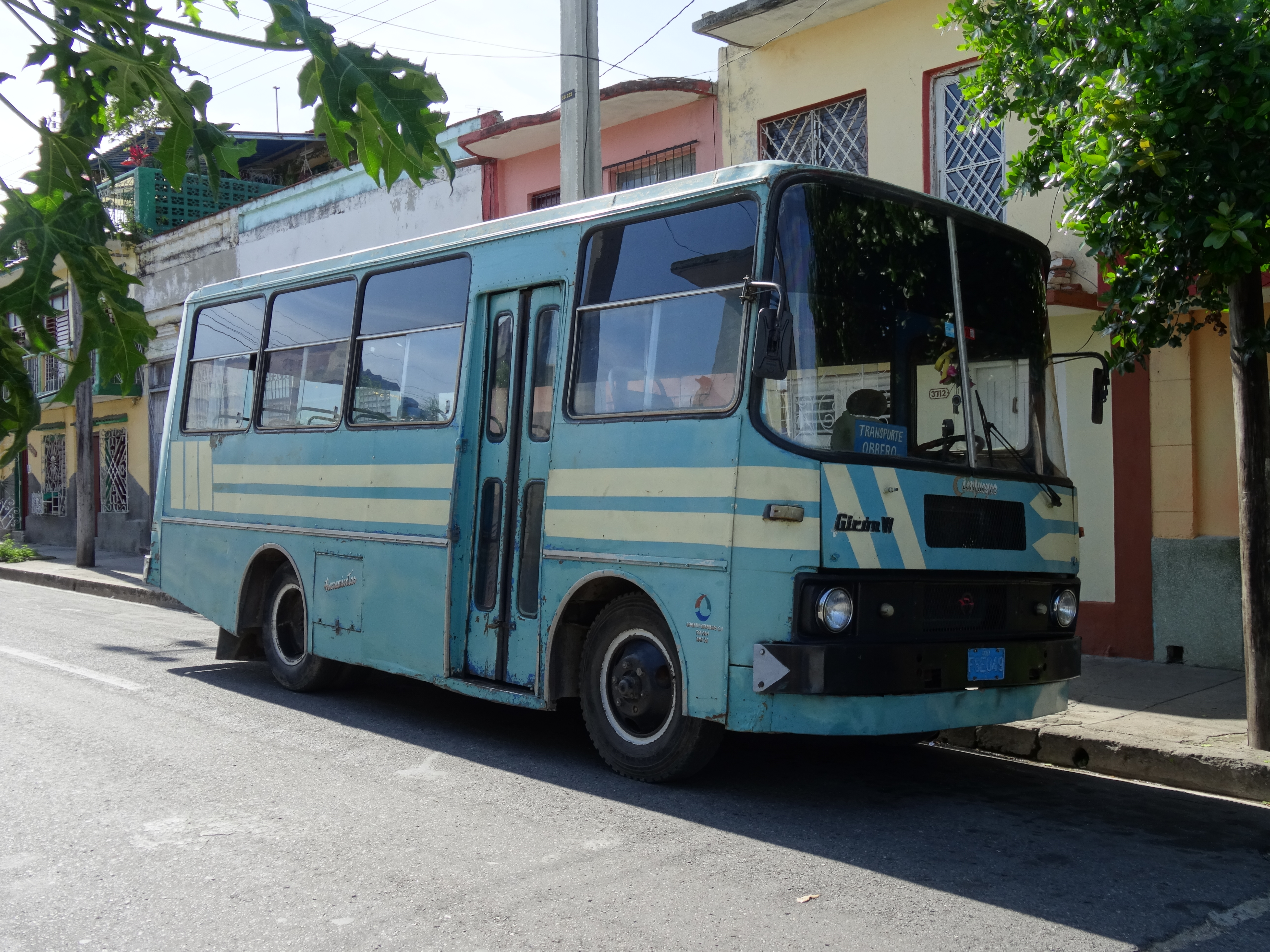
Girón VI

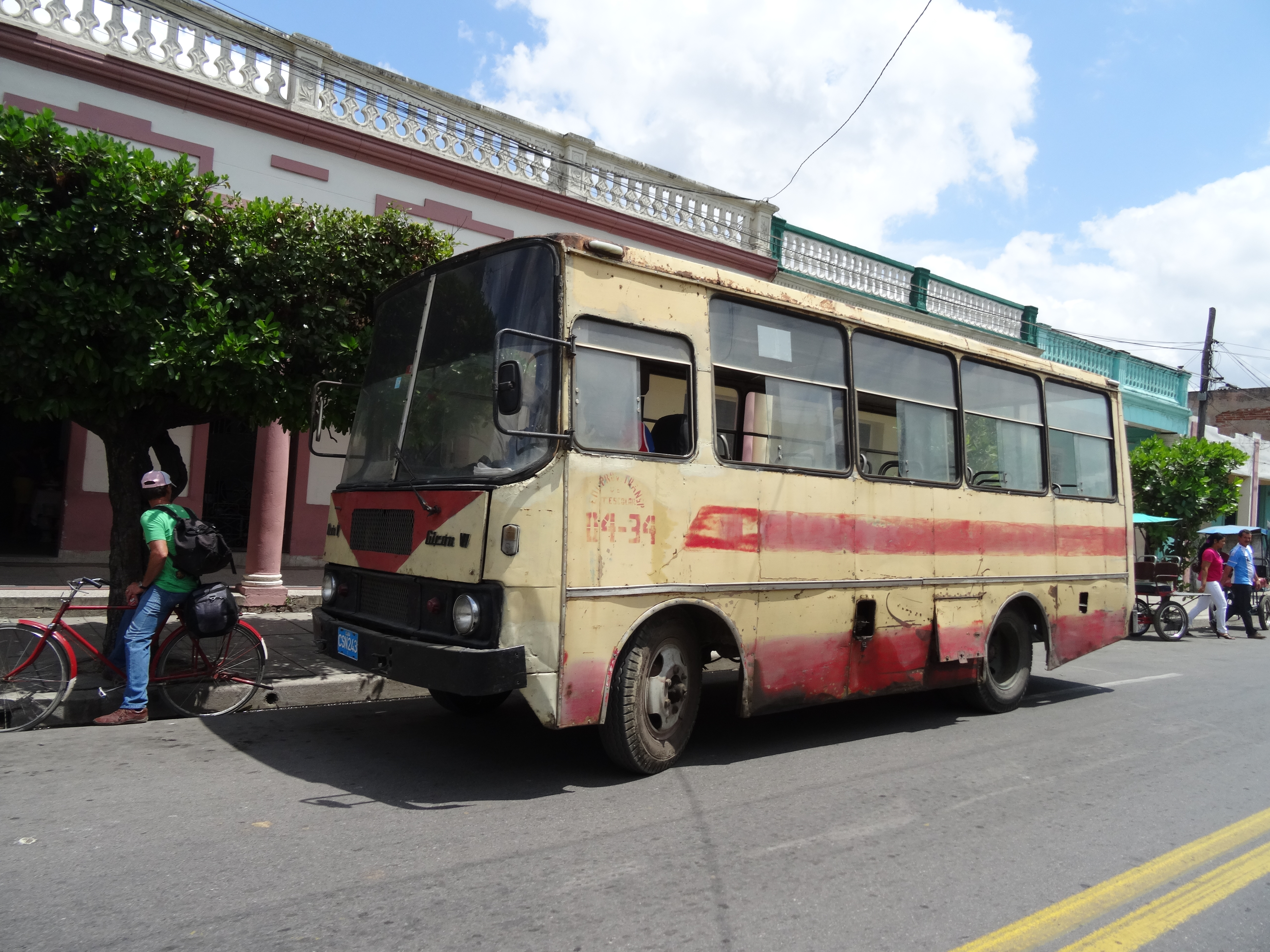
Girón VI na ulicy Camagüey

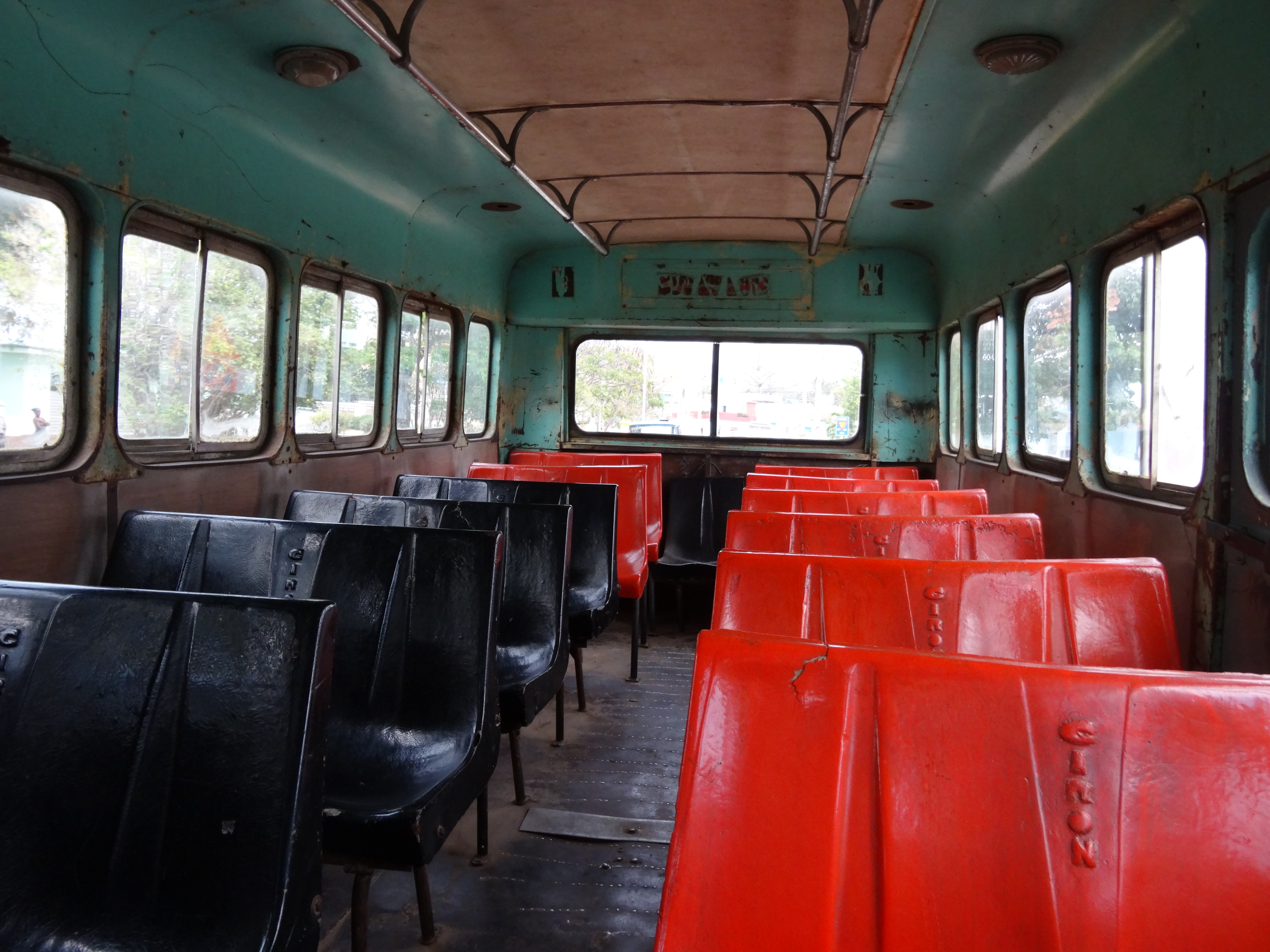
Wnętrze autobusu szkolnego Girón V

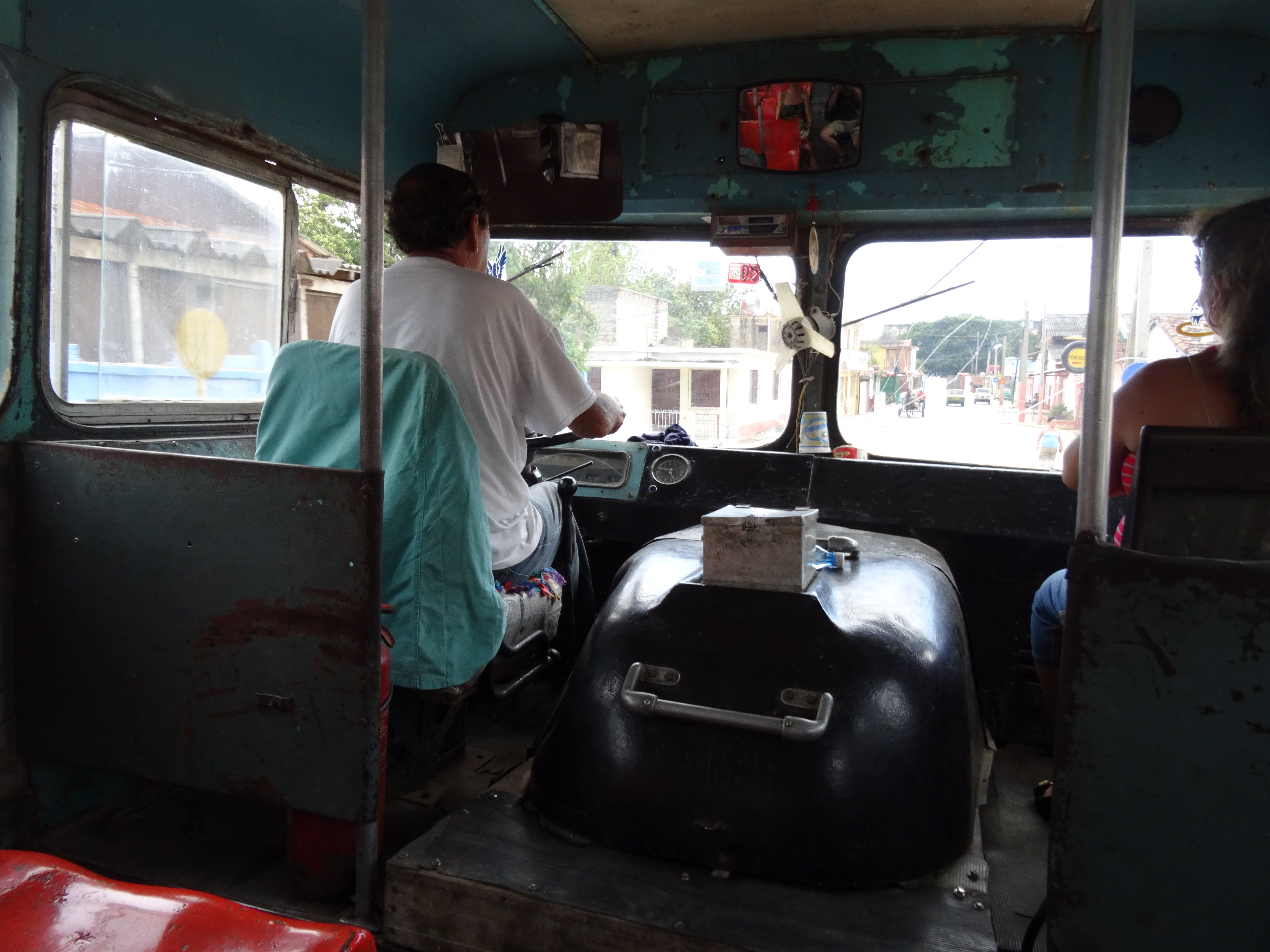
Kabina kierowcy autobusu szkolnego Girón V

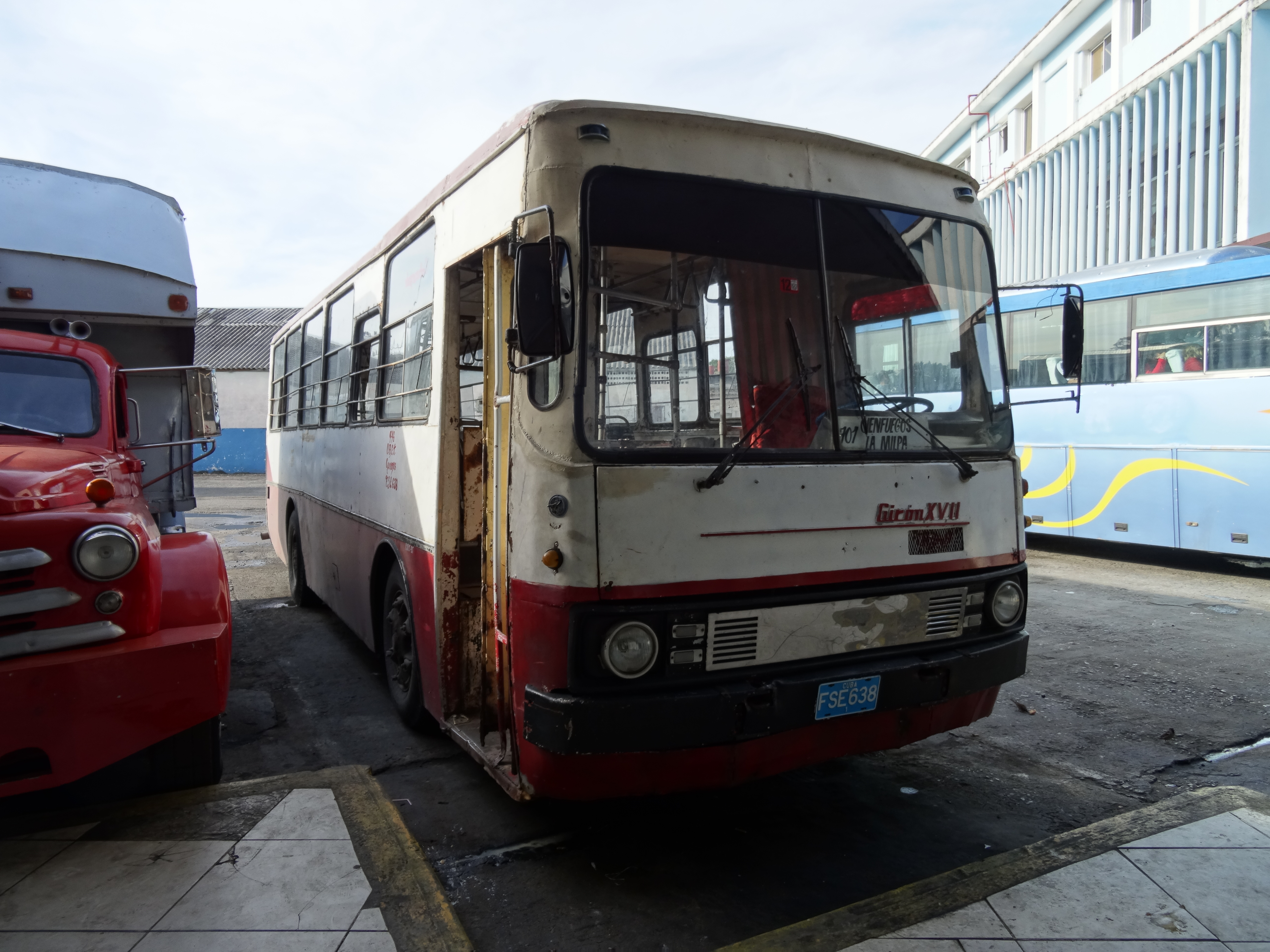
Autokar Girón XVII na stanowisku dworcowym

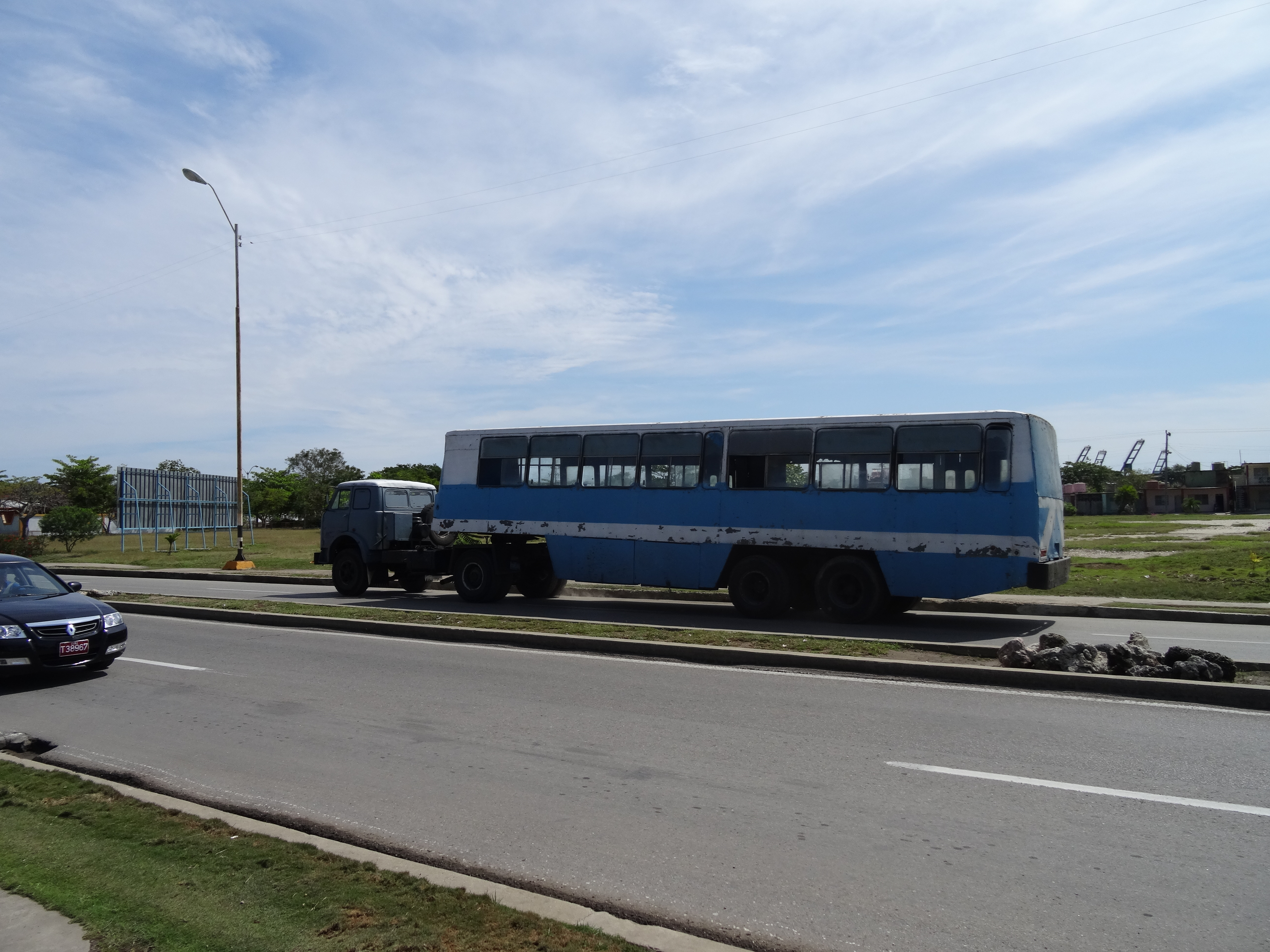
Naczepa autobusowa Girón w Cienfuegos

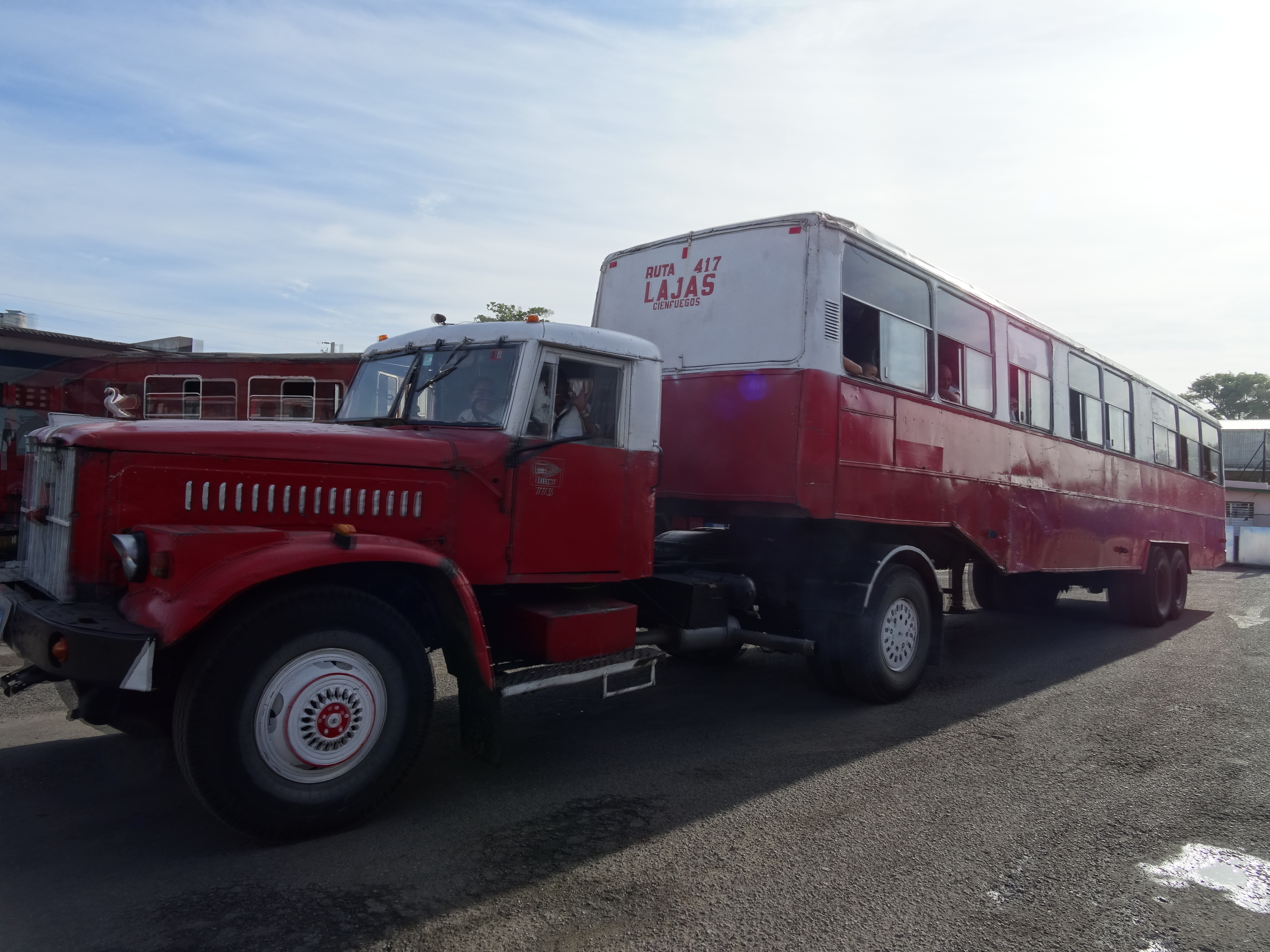
Naczepa Girón z ciągnikiem KrAZ, Santiago de Cuba

## Historia
Przed rewolucją Fidela Castro (1959) Kuba, znajdująca się pod silnym gospodarczym wpływem USA, importowała stamtąd wszelkiego rodzaju pojazdy - również autobusy. Rodzimy przemysł motoryzacyjny praktycznie nie istniał. Po rewolucji flota została zasilona 931 Leylandami z Wielkiej Brytanii, 101 hiszpańskimi Pegaso i 867 autobusami produkcji różnych krajów wschodnioeuropejskich (m.in. 1 Ikarus 55, 1 Ikarus 66 i 200 Ikarus 630). Przedsiębiorstwo Girón zostało założone w 1959 w Hawanie. W 1970 rozpoczęło remonty i przebudowy starych autobusów oraz budowę nowych przy wykorzystaniu odzyskanych części ze starych pojazdów. W 1979 rozpoczęto składanie Ikarusów 200, importowanych z Węgier. Ikarus wyeksportował na Kubę:
- 4509 szt. autobusów miejskich Ikarus 260 (3 gotowe pojazdy i 4506 kompletów części i podzespołów do montażu na miejscu) między 1979 i 1990. Otrzymał oznaczenie Girón XIII;
- 639 autobusów Ikarus 280 (434 wstępnie skompletowanych i 205 w częściach) między 1982 i 1988. Otrzymał oznaczenie Girón XVI;
- 624 autobusów dalekiego zasięgu Ikarus 256 (212 do montażu i 412 w częściach) pomiędzy 1983 i 1989. Otrzymał oznaczenie Girón XV.

Girón konstruował również własne pojazdy, bazując głównie na częściach Ikarusa. 
Lista pojazdów marki Girón:
- Girón V, mały autobus z silnikiem z przodu, o karoserii projektu kubańskiego;
- Girón VI, podobny do typu V, lecz z nadwoziem wzorowanym na modelu Ikarus 200; używany (jak i typ V) głównie do przewozu dzieci szkolnych i pracowników;
- Girón XIII: autobus miejski Ikarus 260;
- Girón XIV: tylnosilnikowy autobus miejski z wąskimi przednimi drzwiami i podwójnymi środkowymi drzwiami;
- Girón XV; autobus Ikarus 256;
- Girón XVI: składany na Kubie Ikarus 280;
- Girón XVII krótki tylnosilnikowy autobus miejski;
- Girón XXII i XXII T: wysokopodłogowy autokar turystyczny;
- Girón TE: nowoczesny wysokopodłogowy autokar turystyczny.

Powyższe modele są najbardziej popularne. Istnieją inne modele poza nimi, bazujące na Ikarusach serii 200 i prawdopodobnie posiadające inny numer modelu. Produkcja pojazdów Girón wynosiła 4067 (1970-1975), 9000 (1975-1980) i ok. 12 000 (1980-1985). Inne źródła wymieniają całkowitą liczbę 15 000. Dokładna liczba pojazdów jest trudna do ustalenia, gdyż ze względu na trudności z zaopatrzeniem na Kubie, wiele pojazdów było przebudowywanych i odbudowywanych. Z pewnością jednak liczba wyprodukowanych pojazdów znacznie przekraczała wartości wynikające z list eksportowych Ikarusa.
Autobusy Girón były również przebudowywane na naczepy do przewozu osób ciągnione przez ciągnik siodłowy, na przyczepy osobowe, wagony kolejowe i autobusy dwupoziomowe. Pewna liczba naczep autobusowych weszła w skład zestawów z ciągnikami siodłowymi IFA W50. Autobusy Girón były przerabiane również na pojazdy holownicze.
Girón budował też dwuosiowe szynobusy z użyciem nadwozi Ikarusów 200. Słynne hawańskie naczepy Camello nie były produkowane w zakładzie Girón.
Po upadku Żelaznej Kurtyny przestały napływać części Ikarusa, w związku z czym zaniechano produkcji autobusów Girón po 1990. Fabryka została przezbrojona na produkcję rowerów i motocykli, choć podtrzymano warsztaty naprawcze autobusów w związku z niegasnącym zapotrzebowaniem na takie usługi.

## Nazwa
Marka Girón upamiętnia Plażę Girón - miejsce zwycięstwa wojsk Fidela Castro w czasie Inwazji w Zatoce Świń w 1961, wspieranej przez USA i zmierzającej do obalenia ustroju socjalistycznego na Kubie.